# NGC 6426
NGC 6426 là một cụm sao cầu nằm trong chòm sao Ophiuchus. Nó được phân loại IX trong sơ đồ phân loại hình thái thiên hà và được nhà thiên văn học người Anh William Herschel phát hiện vào ngày 3 tháng 6 năm 1786. Nó cách Trái Đất khoảng 67.500.